# Championnat d'Afrique des nations masculin de handball 2010
Navigation
Angola 2008 Maroc 2012
La 19e édition des championnats d'Afrique des nations masculin de handball a eu lieu en Égypte du 10 au 21 février 2010.
La compétition est remportée pour la huitième fois par la Tunisie, vainqueur en finale de l'Égypte qui n'est pas parvenu à s'imposer malgré le fait d'évoluer à domicile et de compter dans ces rangs Ahmed El-Ahmar, meilleur joueur et meilleur buteur de la compétition. L'Algérie  termine troisième grâce à sa victoire face à la RD Congo.

## Tour préliminaire

### Groupe A
|   | Équipe   | Pts | J | G | N | P | Bp  | Bc  | Diff |
| - | -------- | --- | - | - | - | - | --- | --- | ---- |
| 1 | Tunisie  | 6   | 3 | 3 | 0 | 0 | 112 | 66  | 46   |
| 2 | RD Congo | 3   | 3 | 1 | 1 | 1 | 75  | 81  | -6   |
| 3 | Nigeria  | 3   | 3 | 1 | 1 | 1 | 78  | 87  | -9   |
| 4 | Libye    | 0   | 3 | 0 | 0 | 3 | 69  | 100 | -31  |

| 11 février 2010 15h00 | RD Congo | 27-27 | Nigeria | Nasr Hall, Suez |

| 11 février 2010 17h00 | Tunisie | 43-24 | Libye | Nasr Hall, Suez |
| 11 février 2010 17h00 | (24-12) |       |       | Nasr Hall, Suez |

| 12 février 2010 14h00 | Libye   | 27-31 | Nigeria | Nasr Hall, Suez |
| 12 février 2010 14h00 | (11-12) |       |         | Nasr Hall, Suez |

| 12 février 2010 20h00 | RD Congo | 22-36 | Tunisie | Nasr Hall, Suez |
| 12 février 2010 20h00 | (8-19)   |       |         | Nasr Hall, Suez |

| 13 février 2010 14h00 | Libye   | 18-26 | RD Congo | Nasr Hall, Suez |
| 13 février 2010 14h00 | (10-14) |       |          | Nasr Hall, Suez |

| 13 février 2010 20h00 | Nigeria | 20-33 | Tunisie | Nasr Hall, Suez |
| 13 février 2010 20h00 | (12-16) |       |         | Nasr Hall, Suez |

### Groupe B
|   | Équipe   | Pts | J | G | N | P | Bp | Bc | Diff |
| - | -------- | --- | - | - | - | - | -- | -- | ---- |
| 1 | Égypte   | 6   | 3 | 3 | 0 | 0 | 85 | 58 | 27   |
| 2 | Angola   | 4   | 3 | 2 | 0 | 1 | 72 | 75 | -3   |
| 3 | Gabon    | 1   | 3 | 0 | 1 | 2 | 79 | 87 | -8   |
| 4 | Cameroun | 1   | 3 | 0 | 1 | 2 | 72 | 88 | -16  |

| 11 février 1210 14h00 | Angola | 25-22 | Cameroun | Grand Hall, Le Caire |
| 11 février 1210 14h00 | (11-8) |       |          | Grand Hall, Le Caire |

| 11 février 2010 20h00 | Égypte  | 27-21 | Gabon | Grand Hall, Le Caire |
| 11 février 2010 20h00 | (12-12) |       |       | Grand Hall, Le Caire |

| 12 février 2010 18h00 | Gabon   | 25-27 | Angola | Grand Hall, Le Caire |
| 12 février 2010 18h00 | (10-13) |       |        | Grand Hall, Le Caire |

| 12 février 2010 20h00 | Cameroun | 17-30 | Égypte | Grand Hall, Le Caire |
| 12 février 2010 20h00 | (10-19)  |       |        | Grand Hall, Le Caire |

| 13 février 2010 18h00 | Cameroun | 33-33 | Gabon | Grand Hall, Le Caire |
| 13 février 2010 18h00 | (17-17)  |       |       | Grand Hall, Le Caire |

| 13 février 2010 20h00 | Égypte  | 28-20 | Angola | Grand Hall, Le Caire |
| 13 février 2010 20h00 | (13-11) |       |        | Grand Hall, Le Caire |

### Groupe C
|   | Équipe        | Pts | J | G | N | P | Bp | Bc | Diff |
| - | ------------- | --- | - | - | - | - | -- | -- | ---- |
| 1 | Algérie       | 6   | 3 | 3 | 0 | 0 | 95 | 40 | 55   |
| 2 | Maroc         | 4   | 3 | 2 | 0 | 1 | 75 | 82 | -7   |
| 3 | Congo         | 2   | 3 | 1 | 0 | 2 | 59 | 78 | -19  |
| 4 | Côte d'Ivoire | 0   | 3 | 0 | 0 | 3 | 54 | 83 | -29  |

| 11 février 2010 15h00 | Côte d'Ivoire | 11-29 | Algérie | Middle Hall, Le Caire |
| 11 février 2010 15h00 | (4-17)        |       |         | Middle Hall, Le Caire |

| 11 février 2010 16h00 | Congo   | 24-27 | Maroc | Middle Hall, Le Caire |
| 11 février 2010 16h00 | (11-14) |       |       | Middle Hall, Le Caire |

| 12 février 2010 14h00 | Algérie | 31-13 | Congo | Middle Hall, Le Caire |
| 12 février 2010 14h00 | (17-05) |       |       | Middle Hall, Le Caire |

| 12 février 2010 18h00 | Maroc   | 32-23 | Côte d'Ivoire | Middle Hall, Le Caire |
| 12 février 2010 18h00 | (18-12) |       |               | Middle Hall, Le Caire |

| 13 février 2010 16h00 | Maroc   | 16-35 | Algérie | Middle Hall, Le Caire |
| 13 février 2010 16h00 | (10-15) |       |         | Middle Hall, Le Caire |

| 13 février 2010 18h00 | Côte d'Ivoire | 20-22 | Congo | Middle Hall, Le Caire |
| 13 février 2010 18h00 | (11-10)       |       |       | Middle Hall, Le Caire |

## Tour principal

### Groupe D
|   | Équipe  | Pts | J | G | N | P | Bp | Bc | Diff |
| - | ------- | --- | - | - | - | - | -- | -- | ---- |
| 1 | Tunisie | 3   | 2 | 1 | 1 | 0 | 54 | 42 | 12   |
| 2 | Algérie | 3   | 2 | 1 | 1 | 0 | 47 | 40 | 7    |
| 3 | Angola  | 0   | 2 | 0 | 0 | 2 | 40 | 59 | -19  |

| 15 février 2010 18h00 | Tunisie | 33-21 | Angola | Stadium Sports Hall, Le Caire |
| 15 février 2010 18h00 | (15-9)  |       |        | Stadium Sports Hall, Le Caire |

| 16 février 2010 16h00 | Angola  | 19-26 | Algérie | Stadium Sports Hall, Le Caire |
| 16 février 2010 16h00 | (11-12) |       |         | Stadium Sports Hall, Le Caire |

| 17 février 2010 18h00 | Algérie | 21-21 | Tunisie | Stadium Sports Hall, Le Caire |
| 17 février 2010 18h00 | (7-11)  |       |         | Stadium Sports Hall, Le Caire |

### Groupe E
|   | Équipe   | Pts | J | G | N | P | Bp | Bc | Diff |
| - | -------- | --- | - | - | - | - | -- | -- | ---- |
| 1 | Égypte   | 4   | 2 | 2 | 0 | 0 | 76 | 38 | 38   |
| 2 | RD Congo | 2   | 2 | 1 | 0 | 1 | 47 | 60 | -13  |
| 3 | Maroc    | 0   | 2 | 0 | 0 | 2 | 49 | 74 | -25  |

| 15 février 2010 20h00 | RD Congo | 17-32 | Égypte | Stadium Sports Hall, Le Caire |
| 15 février 2010 20h00 | (9-17)   |       |        | Stadium Sports Hall, Le Caire |

| 16 février 2010 20h00 | Égypte | 44-21 | Maroc | Stadium Sports Hall, Le Caire |
| 16 février 2010 20h00 | (23-8) |       |       | Stadium Sports Hall, Le Caire |

| 17 février 2010 18h00 | Maroc   | 28-30 | RD Congo | Stadium Sports Hall, Le Caire |
| 17 février 2010 18h00 | (11-14) |       |          | Stadium Sports Hall, Le Caire |

## Tour de classement

### Groupe F
|   | Équipe  | Pts | J | G | N | P | Bp | Bc | Diff |
| - | ------- | --- | - | - | - | - | -- | -- | ---- |
| 7 | Nigeria | 2   | 2 | 1 | 0 | 1 | 64 | 56 | 8    |
| 8 | Congo   | 2   | 2 | 1 | 0 | 1 | 61 | 62 | -1   |
| 9 | Gabon   | 2   | 2 | 1 | 0 | 2 | 57 | 64 | -7   |

| 15 février 2010 17h00 | Nigeria | 30-31 | Congo | Nasr Hall, Suez |
| 15 février 2010 17h00 | (17-13) |       |       | Nasr Hall, Suez |

| 16 février 2010 17h00 | Gabon   | 32-30 | Congo | Nasr Hall, Suez |
| 16 février 2010 17h00 | (15-11) |       |       | Nasr Hall, Suez |

| 17 février 2010 17h00 | Nigeria | 34-25 | Gabon | Nasr Hall, Suez |
| 17 février 2010 17h00 | (21-12) |       |       | Nasr Hall, Suez |

### Groupe G
|    | Équipe        | Pts | J | G | N | P | Bp | Bc | Diff |
| -- | ------------- | --- | - | - | - | - | -- | -- | ---- |
| 10 | Cameroun      | 4   | 2 | 2 | 0 | 0 | 58 | 48 | 10   |
| 11 | Libye         | 2   | 2 | 1 | 0 | 1 | 53 | 50 | 3    |
| 12 | Côte d'Ivoire | 0   | 2 | 0 | 0 | 2 | 44 | 57 | -13  |

| 15 février 2010 15h00 | Libye   | 27-22 | Côte d'Ivoire | Nasr Hall, Suez |
| 15 février 2010 15h00 | (10-10) |       |               | Nasr Hall, Suez |

| 16 février 2010 15h00 | Cameroun | 30-22 | Côte d'Ivoire | Nasr Hall, Suez |
| 16 février 2010 15h00 | (15-6)   |       |               | Nasr Hall, Suez |

| 17 février 2010 15h00 | Libye   | 26-28 | Cameroun | Nasr Hall, Suez |
| 17 février 2010 15h00 | (20-17) |       |          | Nasr Hall, Suez |

## Phase finale
|  | Demi-finales               | Demi-finales               |                        |    | Finale                     | Finale                     |
|  | Demi-finales               | Demi-finales               |                        |    | Finale                     | Finale                     |
|  |                            |                            |                        |    |                            |                            |
|  | 19 février 2010 – Le Caire | 19 février 2010 – Le Caire |                        |    | 19 février 2010 – Le Caire | 19 février 2010 – Le Caire |
|  | 19 février 2010 – Le Caire | 19 février 2010 – Le Caire |                        |    | 19 février 2010 – Le Caire | 19 février 2010 – Le Caire |
|  | Tunisie                    | 37                         |                        |    | 19 février 2010 – Le Caire | 19 février 2010 – Le Caire |
|  | Tunisie                    | 37                         |                        |    | 19 février 2010 – Le Caire | 19 février 2010 – Le Caire |
|  | RD Congo                   | 22                         |                        |    | 19 février 2010 – Le Caire | 19 février 2010 – Le Caire |
|  | RD Congo                   | 22                         | Tunisie                | 24 |                            |                            |
|  | 19 février 2010 – Le Caire |                            | Tunisie                | 24 |                            |                            |
|  |                            | Égypte                     | 21                     |    |                            |                            |
|  | Égypte                     | Égypte                     | 21                     | 26 |                            |                            |
|  | Égypte                     |                            |                        | 26 |                            |                            |
|  | Algérie                    | 24                         |                        |    |                            |                            |
|  | Algérie                    | 24                         | Match pour la 3e place |    |                            |                            |
|  |                            |                            |                        |    |                            |                            |
|  | 19 février 2010 – Le Caire |                            |                        |    |                            |                            |
|  |                            |                            |                        |    |                            |                            |
|  | RD Congo                   | 22                         |                        |    |                            |                            |
|  | RD Congo                   | 22                         |                        |    |                            |                            |
|  | Algérie                    | 30                         |                        |    |                            |                            |
|  | Algérie                    | 30                         |                        |    |                            |                            |

### Demi-finales
| 19 février 2010 17h00 | Tunisie | 37-22 | RD Congo | Stadium Sports Hall, Le Caire |
| 19 février 2010 17h00 | (20-8)  |       |          | Stadium Sports Hall, Le Caire |

| 19 février 2010 19h30 | Égypte  | 26-24 | Algérie | Stadium Sports Hall, Le Caire |
| 19 février 2010 19h30 | (11-13) |       |         | Stadium Sports Hall, Le Caire |

### Match de placement pour la5eplace
| 19 février 2010 14h30 | Angola  | 30-24 | Maroc | Cairo Middle Hall, Le Caire |
| 19 février 2010 14h30 | (17-10) |       |       | Cairo Middle Hall, Le Caire |

### Match pour la3eplace
| 20 février 2010 14h30 | RD Congo | 22-30 | Algérie | Stadium Sports Hall, Le Caire |
| 20 février 2010 14h30 | (10-15)  |       |         | Stadium Sports Hall, Le Caire |

### Finale
| 20 février 2010 19h30 | Tunisie           | 24 – 21 | Égypte           | Stadium Sports Hall, Le Caire |
| 20 février 2010 19h30 | Heykel Megannem 5 | (14-12) | Ahmed El-Ahmar 6 | Stadium Sports Hall, Le Caire |
| 20 février 2010 19h30 | ×3 ×8             | Rapport | ×2 ×4            | Stadium Sports Hall, Le Caire |

Les statistiques du match sont, :
| Tunisie |                    |     |                                        |
|         |                    |     |                                        |
| 21      | Anouar Ayed        | 2/5 |                                        |
| 31      | Maher Kraiem       | 0/1 | Suspension                             |
| 08      | Wissem Hmam        | 4/6 | Suspension                             |
| 19      | Bassem Mrabet      | 3/6 | Carton jaune · Suspension              |
| 03      | Selim Hedoui       | 0/0 | Suspension                             |
| 20      | Heykel Megannem    | 5/8 |                                        |
| 22      | Sobhi Saïed        | 2/4 |                                        |
| 17      | Anis Gatfi         | 2/3 |                                        |
| 07      | Jaleleddine Touati | 1/1 | Suspension                             |
| 05      | Mahmoud Gharbi     | 1/2 | Carton jaune · Suspension              |
| 06      | Issam Tej          | 4/6 | Carton jaune · Suspension · Suspension |

|        | Statistiques   |        |
| ------ | -------------- | ------ |
| 24/42  | Buts marqués   | 21/33  |
| 57 %   | % réussite     | 63 %   |
| 2/5    | Jets de 7m     | 3/4    |
| 3      | Cartons jaunes | 2      |
| 8      | Suspensions    | 4      |
| 0      | Cartons rouges | 1      |
| 7/33   | Arrêts         | 15/42  |
| 21,2 % | % d'arrêts     | 35,7 % |

| Égypte |                           |     |                                                     |
|        |                           |     |                                                     |
| 10     | Abou El Fetouh Razek (en) | 1/1 |                                                     |
| 6      | Ahmed El-Ahmar            | 6/8 |                                                     |
| 22     | Mohamed Alaa El-Sayed     | 0/1 |                                                     |
| 20     | Hussein Zaky              | 5/7 |                                                     |
| 12     | Hamada El-Nakib           | 0/0 | Carton jaune                                        |
| 8      | Ibrahim El-Masry (en)     | 1/2 | Carton jaune · Suspension                           |
| 3      | Mohamed Ramdan            | 0/1 |                                                     |
| 23     | Mohamed Keshk (en)        | 2/4 |                                                     |
| 5      | Moustafa Hussein (en)     | 3/3 |                                                     |
| 18     | Hany El-Fakharany (en)    | 0/2 | Suspension · Suspension · Suspension · Carton rouge |
| 19     | Hassan Yousry (en)        | 1/2 |                                                     |
| 13     | Karim El-Sayed            | 2/2 |                                                     |

## Classement final
| Rang                        | Équipe        |
| --------------------------- | ------------- |
| Médaille d'or, Afrique      | Tunisie       |
| Médaille d'argent, Afrique  | Égypte        |
| Médaille de bronze, Afrique | Algérie       |
| 4                           | RD Congo      |
| 5                           | Angola        |
| 6                           | Maroc         |
| 7                           | Nigeria       |
| 8                           | Congo         |
| 9                           | Gabon         |
| 10                          | Cameroun      |
| 11                          | Libye         |
| 12                          | Côte d'Ivoire |

| Championnat d'Afrique des nations de handball — Vainqueur 2010 |
| -------------------------------------------------------------- |
| Tunisie Huitième titre                                         |

De plus, la Tunisie, l'Égypte et Algérie sont qualifiés pour le Championnat du monde 2011

## Récompenses

### Équipe-type
L'équipe-type désignée par la Confédération africaine de handball est la suivante :
- Meilleur joueur :  Ahmed El-Ahmar[1] :
- Meilleur gardien :  Abdelmalek Slahdji

- Meilleur ailier gauche :  Messaoud Layadi
- Meilleur pivot :  Issam Tej
- Meilleur ailier droit :  Abou El Fetouh Razek (en)
- Meilleur arrière gauche :  Messaoud Berkous
- Meilleur demi-centre :  Sobhi Saïed
- Meilleur arrière droit :  Ahmed El-Ahmar

### Meilleurs buteurs
Les meilleurs buteurs sont
| Rang | Joueur                 | Pays     | Buts |
| ---- | ---------------------- | -------- | ---- |
| 1    | Ahmed El-Ahmar         | Égypte   | 38   |
| 2    | Chukwaeme Etilce       | Nigeria  | 36   |
| 3    | Charny Otsinda Leckibi | Gabon    | 32   |
| 4    | So Te Eali Wedo        | RD Congo | 30   |
| 4    | Yohan Kiangébéni       | RD Congo | 30   |
| 6    | Nelson Ernesto Belchik | Angola   | 30   |
| 7    | François Woum-Woum     | Cameroun | 29   |
| 7    | Messaoud Berkous       | Algérie  | 29   |
| 9    | Hicham Hammadi         | Maroc    | 25   |
| 9    | Younes Tatby           | Maroc    | 28   |

## Effectifs

### Tunisie, champion d'Afrique
L'effectif de la Tunisie était composé de, :
- 1 Makram Missaoui (GB)
- 2 Maher Kraiem
- 3 Selim Hedoui
- 5 Mahmoud Gharbi
- 6 Issam Tej
- 7 Jaleleddine Touati
- 8 Wissem Hmam
- 9 Sami Yassine
- 12 Marouène Maggaiez (GB)
- 13 Ameur Mahmoud[réf. souhaitée]
- 17 Anis Gatfi
- 18 Bassem Mrabet
- 19 Idriss Idrissi
- 20 Heykel Megannem
- 21 Anouar Ayed
- 22 Sobhi Saïed
- 0? - Brahime Lagha

Sélectionneur :
- Alain Portes

### Égypte, vice-champion d'Afrique
L'effectif de l'Égypte était composé de, :
- 10 - Abou El Fetouh Razek (en)
- 06 - Ahmed El-Ahmar
- 0? - Belal Mabrouk Awad (en)
- 0? - Mohamed El-Saïd
- 18 - Hany El-Fakharany (en)
- 0? - Hady Rfaat
- 12 - Hamada El-Nakib
- 19 - Hassan Yousry (en)
- 20 - Hussein Zaky
- 08 - Ibrahim El-Masry (en)
- 13 - Karim El-Sayed
- 0? - Mahmoud Zaky
- 0? - Ahmed Abdelrahman (en)
- 22 - Mohamed Alaa El-Sayed
- 0? - Mohamed Ibrahim Ramadan (en)
- 23 - Mohamed Keshk (en)
- 03 - Mohamed Ramdan
- 05 - Moustafa Hussein (en)

Sélectionneur :
- Jörn-Uwe Lommel

### Algérie, médaille de bronze
L'effectif de l'Algérie était composé de :
- 01 Hichem Feligha (GB)
- 03 Riad Chehbour
- 04 Sassi Boultif
- 05 Salah Eddine Cheikh
- 06 Messaoud Berkous
- 07 Hichem Boudrali
- 08 Tahar Labane
- 12 Samir Kerbouche (GB)
- 13 Omar Chehbour
- 15 Rabah Soudani
- 17 Abderrahim Berriah
- 18 Abdérazak Hamad
- 19 Messaoud Layadi
- 21 Said Hadif
- 22 Abdelmalek Slahdji (GB)
- 0? - Sid Ali Yahia

Sélectionneur :
- Salah Bouchekriou